# Rica
 Ovo je glavno značenje pojma Rica. Za rijeka u Rumunjskoj, pritok Cormoșa pogledajte Rica (Cormoș).
Rica (gru. რიწა, abh. Риҵа, rus. Рица) je planinsko jezero na području Kavkaza, u sjeverozapadnom dijelu Gruzije, okruženo miješovitim planinskim šumama i livadama. Njegova voda je hladna i bistra. Planine koje okružuju jezero uzdižu se od 2200 do 3500 metara dok je ono samo na 950 metara nadmorske visine.
Regija oko jezera dio je euksinsko-kolhijske širokolisne šume s prilično visokom koncentracijom zimzelenih šimšira. Mnogi primjerci kavkaske jele dosežu visinu i preko 70 metara.
Godine 1930. proglašen je Prirodni rezervat Rica površine 162.89 km2 s ciljem kako bi se zaštitio prirodno stanje jezera i okolnog zemljišta. Put od crnomorske obale do jezera sagrađena je 1936. godine, te je jezero važna turistička atrakcija tijekom sovjetskog razdoblja. Još uvijek ga posjećuju ruski turisti, jezero je pod kontrolom odmetnute gruzijske pokrajine Abhazije koju podupire Rusija.
Rica je jedno od najdubljih jezera u Gruziji s 116 metara, a bogato je pastrvom. Prosječna godišnja temperatura u ovom području je 7,8 °C stupnjeva (siječanj -1,1 °C, kolovoz 17,8 °C). Srednja godišnja količina oborina iznosi cca. 2.000 - 2.200 mm. Zime su ponekad snježne a ljeta topla.
Sovjetski vođa Josif Staljin je imao jednu od svojih ljetnikovaca (dača) uz jezero. Danas ova dača pripada abkhazijskoj Vladi.

## Vanjske poveznice
|  | Zajednički poslužitelj ima još gradiva o temi Rica |

- Birding-georgia.com  Arhivirana inačica izvorne stranice od 6. siječnja 2009. (Wayback Machine)
- Gruzijski Geoinformaciski Centar  Arhivirana inačica izvorne stranice od 3. ožujka 2016. (Wayback Machine)